# Leszek Dunecki
Leszek Ryszard Dunecki (Toruń, Polonia, 2 de octubre de 1956) es un atleta polaco retirado, especializado en la prueba de 4 x 100 m en la que llegó a ser subcampeón olímpico en 1980.

## Carrera deportiva
En los JJ. OO. de Moscú 1980 ganó la medalla de plata en los relevos 4 x 100 metros, con un tiempo de 38.83 segundos, llegando a la meta tras la Unión Soviética (oro) y por delante de Francia (bronce), siendo sus compañeros de equipo: Zenon Licznerski, Marian Woronin y Krzysztof Zwoliński.